# Tristan Gaston-Breton
Tristan Gaston-Breton est un historien et communicant français, spécialisé dans l'histoire économique et les entreprises françaises.

## Biographie
Titulaire d'un doctorat d'histoire économique consacré au capitalisme familial et couronné par le Prix Crédit lyonnais pour l'Histoire d'Entreprise (1997), il a fondé l'agence History & Business, spécialisée dans l'histoire des entreprises, des institutions et des grandes familles industrielles. L'agence a réalisé une cinquantaine d'opérations de communications pour le compte de grands groupes, d'ETI ou de PME. 
Tristan Gaston-Breton collabore également au quotidien économique Les Échos pour lequel il rédige, depuis 1999, les séries d'été consacrées à l'histoire des grandes entreprises et des grands entrepreneurs qui ont marqué l'histoire du capitalisme. 
Il est l'auteur de plusieurs ouvrages. 

## Publications (sélection)
- La Magie Moulinex (avec Patricia Defever-Kapferer),  éd. Le Cherche-Midi, 1999  (ISBN 978-2862746920)
- Banque de France : Deux siècles d'Histoire, préface de Jean-Claude Trichet, Paris : Éditions du Cherche-Midi, 1999, 139 pages illustrées.
- Sauvez l'or de la Banque de France !,  éd. Le Cherche midi, novembre 2002  (ISBN 978-2702874301)
- La légende Lacoste (avec Patricia Kapferer),  éd. Le Cherche-Midi, 2002
- Bicentenaire de la Chambre de commerce industrie du Havre,  éd. Le Cherche-Midi, décembre 2002  (ISBN 978-2749100289)
- Monoprix, au coeur de la vie-ville (avec Patricia Kapferer),  éd. Le Cherche-Midi, 2003
- Carte bleue (avec Patricia Kapferer),  éd. Le Cherche-Midi, octobre 2004  (ISBN 978-2749102597)
- Peugeot - Une griffe automobile (avec Patricia Kapferer),  éd. Le Cherche-Midi, 2004
- Un camion nommé Renault trucks (avec Patricia Kapferer),  éd. Le Cherche-Midi, octobre 2005  (ISBN 978-2749104478)
- Du franc à l'euro – L'histoire des billets de la Banque de France,  éd. Le Cherche-Midi, 2006.
- René Lacoste, le style (avec Patricia Kapferer), L'Équipe éditions, mai 2008  (ISBN 978-2915535693)
- Vallourec – Au cœur de l’excellence (avec Patricia Kapferer), KGB & Co, février 2009.
- Rungis, voyage au cœur d'un marché d'exception (Patricia Kapferer et Édith Pauly), Eyrolles, mars 2011  (ISBN 978-2212128840)
- Hommes et maisons d'influence, Arnaud Franel éditions, avril 2011  (ISBN 978-2896033034)
- La saga des Rothschild, Éditions Tallandier, 2017, 334 p.  (ISBN 979-1021023192)
- Basil Zaharoff. L'incroyable histoire du plus grand marchand d'armes du monde, Paris, Tallandier, 2019, 288 p. (ISBN 979-10-210-3674-1, présentation en ligne).
- La saga des Rockefeller, Éditions Tallandier, 2021.
- Kering, de granit et de rêves, Flammarion, 2023.
- Pioneers for 100 years, TotalEnergies, 2024